# Castillo Craigdarroch
El castillo Craigdarroch (en inglés: Craigdarroch Castle) es un palacio localizado en Victoria, en la provincia de Columbia Británica, Canadá. 
Es un testimonio de la era victoriana y de la arquitectura señorial escocesa. Designado como Sitio Histórico Nacional de Canadá, cuenta con una gran importancia cultural y arquitectónica dentro de la ciudad de Victoria.

## Historia
El castillo Craigdarroch es un excelente ejemplo de castillo de bonanza, emblemático de las opulentas residencias construidas para personas que acumularon riqueza durante la transformación industrial de América del Norte. Fue construido  entre 1887 y 1890 como residencia familiar para los ricos Robert Dunsmuir y su esposa Joan. Robert murió en abril de 1889. Sus hijos, Alexander y James asumieron el papel de terminar el castillo después de su muerte. El arquitecto inicial del castillo, Warren Heywood Williams, también murió antes de la finalización del mismo. Su obra fue adquirida por su socio, Arthur L. Smith, en 1890. La edificación se compone de 39 habitaciones y más de 20 000 pies cuadrados.
Cuando se construyó originalmente estaba en un terreno que comprendía 27 hectáreas de jardines en el barrio Victoria de Rockland. El castillo es actualmente propiedad de la sociedad histórica del castillo Craigdarroch, que es una organización privada sin fines de lucro. El castillo es una atracción turística, y recibe 150 000 visitantes al año.